# Irvin Kershner
Irvin Kershner, född 29 april 1923 i Philadelphia i Pennsylvania, död 27 november 2010 i Los Angeles i Kalifornien, var en amerikansk filmregissör och ibland skådespelare, mest känd för att ha regisserat den andra Stjärnornas krig-filmen Rymdimperiet slår tillbaka (1980), Bond-filmen Never Say Never Again (1983) och Robocop 2 (1990).

## Biografi

### Bakgrund
Irvin Kershners uppväxt präglades av mycket musik och konst, och hans musikstudier (främst fiol, altfiol och musikkomposition) var de viktigaste aktiviteterna under hans tidiga år. Kershner började studera vid Tyler School of Art vid Temple University i Philadelphia i USA, för att senare bege sig till Provincetown i delstaten New York för studier hos den kända tysk-amerikanska expressionistiske konstnären Hans Hofmann. Därefter flyttade han till Los Angeles där han studerade foto vid Art Center College of Design.
Sin filmkarriär påbörjade han vid University of Southern California School of Cinematic Arts, där han lärde ut foto samtidigt som han själv studerade film hos Slavko Vorkapić, en montagekonstnär och senare dekanus på skolan. Kershner tog ett jobb som stillbildfotograf i ett statligt filmprojekt i Iran vilket var en del av ett tekniskt biståndsprogram i utvecklingsländer. Jobbet ledde till att Kershner fick anställning som filmregissör och filmfotograf för dokumentärer i Iran, Grekland och Turkiet via United States Information Service.
När han återvände till USA skapade han tillsammans med Paule Coates (1921-1968) TV-dokumentärserien Confidential File. Kershner arbetade då som manusförfattare, regissör, filmfotograf och redigerare. Senare arbetade han fram och regisserade TV-serien The Rebel (1959-1961), samt pilotavnitten för Peyton Place, Cain's One Hundred, Philip Marlowe med flera.
Han gick vidare till spelfilmsgenren, där några av hans mest kända filmer är: Hoodlum Priest med Don Murray i huvudrollen; The Luck of Ginger Coffey med Robert Shaw och Mare Ure; A Fine Madness med Sean Connery, Joanne Woodward och Jean Seberg; Rufflaren (The Flim-Flam Man) med George C. Scott; Sväva i de' blå (Up the Sandbox) med Barbra Streisand; Horse återvänder (The Return of a Man Called Horse) med Richard Harris; den kritikerrosade TV-filmen Slaget om Entebbe (Raid on Entebbe) som nominerades till nio Emmy Awards, däribland bästa regi; samt Ögon (Eyes of Laura Mars) med Faye Dunaway och Tommy Lee Jones.
Kershner såg sig själv som en internationalist:
| ” | Jag har studerat kristendomen. Jag har varit intresserad av de historiska grunderna för islam. Jag studerade buddhism. Och även om jag är född som jude, ser jag mig inte som det eftersom jag inte följer dess seder. Jag är jude för att andra människor anser att jag är det. Min stolthet är i att vara internationell. Jag är rädd för patriotismen. Världen har blivit väldigt liten, och den kosmiska medvetenheten gör att patriotismen framstår som en pueril idé, vilken är orsaken till att omoget sinnade människor lätt kan bli manipulerade av den. Jag tror att patriotism generellt sett leder till att sociala fördomar accepteras, och ju mindre vi har av dem desto friare kommer vi att vara. | „ |

Kershner var fakultetsmedlem i Master of Professional Writing Program vid University of Southern California.

### Rymdimperiet slår tillbaka
Kershner är mest känd som regissören till filmen Rymdimperiet slår tillbaka (1980), som är uppföljaren till filmen Stjärnornas krig (1977). Kershner var ett överraskande regissörsval till filmen. När Kershner frågade George Lucas varför han – bland alla andra yngre och framgångsrikare regissörer – fick regissera filmen, svarade Lucas: Därför att du vet allt som en Hollywood-regissör ska veta, men du är inte en del av Hollywood.
Kershner, som var en tilltalande regissörskandidat i Lucas ögon tack vare sin fokusering på rollfigurernas utveckling, var först motvillig till att regissera filmen. När Lucas under en lunch frågade Kershner om han ville arbeta med projektet, vägrade Kershner. Först efter att Kershners agent fick höra om mötet blev Kershner övertalad till att ta jobbet.
Ur en filmisk synvinkel ska Kershner ha sagt att jag gillar att fylla bildrutan med rollfigurernas ansikten. Det finns inget intressantare än landskapet i en människas ansikte.

### Senare verk
Efter Rymdimperiet slår tillbaka regisserade Irvin Kershner den inofficiella James Bond-filmen Never Say Never Again i vilken Sean Connery återvänder som James Bond. För sin regi av filmen Travelling Man (med John Lithgow och Jonathan Silverman i huvudrollerna) nominerades Kershner till en CableACE Award. 1990 regisserade han filmen Robocop 2. Han regisserade även flera avsnitt av TV-serien SeaQuest DSV, och gjorde sin debut som skådespelare i Martin Scorseses film Kristi sista frestelse (1988).

### Kershners död
Kershner dog 2010 i sitt hem i Los Angeles efter att lidit av lungcancer i tre och ett halvt år. Före sin död arbetade Kershner främst med foto.

## Filmografi
- 1958 – Gatan utan samvete (Stakeout on Dope Street)
- 1959 – The Young Captives
- 1963 – Face in the Rain
- 1964 – The Luck of Ginger Coffey
- 1966 – A Fine Madness
- 1967 – Rufflaren (The Flim-Flam Man)
- 1970 – Loving
- 1972 – Sväva i de' blå (Up the Sandbox)
- 1974 – S*P*Y*S
- 1976 – Horse återvänder (The Return of a Man Called Horse)
- 1977 – Slaget om Entebbe (Raid on Entebbe)
- 1978 – Ögon (Eyes of Laura Mars)
- 1980 – Rymdimperiet slår tillbaka (Star Wars Episode V: The Empire Strikes Back)
- 1983 – Never Say Never Again
- 1988 – Kristi sista frestelse (The Last Temptation of Christ, som skådespelare)
- 1990 – Robocop 2
- 1993 – Seaquest DSV (TV-serie)